# Гассан Мухейбир
Гассан Эмиль Мухейбир (араб. غسان إميل مخيبر‎; 8 декабря 1958, Бейт-Мери, Ливан) — ливанский юрист и активист-правозащитник в области защиты прав детей и женщин, бывший депутат Парламента Ливана. Племянник ливанского политика Альберта Мухейбира, которого сменил в Парламенте в 2002 году.

## Биография
Гассан Мухейбир родился 8 декабря 1958 года в Бейт-Мери (Ливан). Окончил французскую секулярную школу Grand Lycée Franco-Libanais в Бейруте, после чего изучал право в Университете Святого Иосифа, окончив его в 1981. Затем он уехал в США, где в 1983 году получил степень магистра в той же области от Гарвардского университета. С 1981 году, будучи практикующим адвокатом, вёл лекции на тему прав человека в Университете Святого Иосифа, а также в Университете Святого Духа в Каслике, Американском университете Бейрута на тему прав человека, независимости судебной системы, свободы ассоциации, демократии, гражданского общества, избирательных систем, политдвижений, защиты окружающей среды и культурного наследия, борьбы с коррупцией и парламентских реформ. Учился на докторат в Университете Пантеон-Ассас, но из-за политической занятости бросил, не написав диссертации.

### В политике
В 2002 году в дополнительных выборах выбран депутатом от Матн в Парламент, заняв место своего умершего дяди, зарезервированное для православного, с одобрения Конституционного совета. В выборах 2005 и 2009 также избирался от той же позиции. Он был назначен в комитет по защите окружающей среды, докладчиком комиссии по правам человека и членом комитета управления и юстиции Парламента. В политическом альянсе с партией «Свободное патриотическое движение» блока «Реформы и прогресс» (в который он входил) Мишеля Ауна. Также сотрудничал с Национальным блоком и Прогрессивно-социалистической партией Ливана. Более 2 % на выборах, известных по противостоянию сирийской оккупации Ливана Габриэля Мурра и Мирны Мурра, не набирал.
После посещения Нагорного Карабаха в 2010 году попал в список персон нон грата в Азербайджане.

## Другие позиции сейчас и в прошлом
- Член наблюдательного совета по мирному сосуществованию религиозных сообществ Баламандского университета.
- Член Global Organization of Parliamentarians Against Corruption, председатель её арабского отделения.
- Член Parliamentarians for Global Action.
- Один из управляющих ежегодным культурным фестивалем аль-Бустан.
- Один из управляющих международного исполкома YMCA.
- Президент входящей в Lebanese Scouting Federation скаутской ассоциации «Scouts du Liban».